# Aeroporto Internacional de Santo Domingo
O Aeroporto Internacional Major Buenaventura Vivas Guerreiro (mais conhecido como Aeroporto Internacional de Santo Domingo) (código IATA: STD, código OACI: SVSO), é um eroporto localizado na localidade de Santo Domingo, Venezuela, e o segundo em importância do estado Táchira depois do Aeroporto Internacional Juan Vicente Gómez. 

## Localização
Encontra-se a uns 50 km de San Cristóbal (Venezuela) em local conhecido como via das planícies (San Cristóbal-Barinas/Caracas), no município Fernández Feo.  Tem conexões diretas comCaracas e conexões via Caracas com qualquer outro ponto do país além de voos internacionais. Também funciona como uma base aérea militar da Força Armada Nacional Bolivariana e como base logística. 
Planeja-se num futuro próximo a reabilitação total do aeródromo, num plano estratégico por parte do Executivo Nacional que pretende aumentar a segurança dos aeroportos venezuelanos e colocá-lo em atividade como aeroporto internacional (atualizando o terminal de voos internacionais)..
Este plano compreende a reforma do edifício terminal, separação de áreas de embarque e desembarque, bem como a melhora do sistema de segurança, orientado sobretudo ao tráfico de drogas dada a proximidade do aeroporto com a fronteira colombiana.
Neste aeroporto, descola-se a partir da pista 12 para a 30, em sentido oeste - este e as aeronaves aterrissam usualmente em sentido este - oeste pela pista 30. Atualmente estão proibidas as operações de aproximação pela ombreira 12, restringindo-se estas somente pela ombreira 30. A pista conta com uma longitude de 3020 m com um largo de 45 m, sendo esta uma das mais longas da Venezuela. 
Originalmente, a pista tinha 1600 m de comprimento, já que os terrenos onde se encontra localizado pertencem à Base Aérea Mj. Buenaventura Vivas Guerreiro. Depois da construção do terminal para abrigar voos comerciais ampliou-se a pista. 
A partir do ano 2013, e como consequência do processo de reversão dos portos e aeroportos do país, foi ordenado através de uma Resolução do Ministério do Poder Popular para o Transporte Aquático e Aéreo (hoje renomeado como MPP para o Transporte - Ministerio del Poder Popular para el Transporte Acuático y Aéreo em espanhol) que toda a área comercial, incluindo pista de aterrissagem, plataforma comercial, torre de controle e todas aquelas áreas de aproveitamento comercial, passasse para a administração de uma empresa estatal chamada Bolivariana de Aeropuertos S.A. (BAER S.A.), que atualmente é a responsável pela administração, manutenção e operação do terminal aéreo. 
O nome original era "Aeroporto do Piñal", mudado posteriormente para "Aeroporto Internacional My. Buenaventura Vivas Guerreiro".
Este aeroporto foi submetido a um processo de reabilitação em sua área de operações, especificamente na pista de aterrissagem, e alguns trabalhos no terminal aéreo. Reiniciou suas operações a partir do dia 22 de julho de 2016. Atualmente esta operando com Rutaca Airlines, Conviasa e Estelar Latinoamerica.